# Humboldt T 30
Die Bauart T 30 war eine Trambahnlokomotive-Baureihe der Maschinenbauanstalt Humboldt, von der 1900 drei Exemplaren für die Straßenbahn Meiderich–Neumühl–Dinslaken gebaut wurden.

## Geschichte und Einsatz
Mit den drei Lokomotiven wurde der Verkehr der 1900 eröffneten Straßenbahn zwischen Neumühl (ab 1902 verlängert bis Meiderich) und Dinslaken abgewickelt. Nach der Elektrifizierung wurden die Lokomotiven 1906 an verschiedene Bahnverwaltungen verkauft.

### Hohenlimburger Kleinbahn
Die Lokomotive mit der Fabriknummer 52 (Continentale Nr. 56) erhielt die Hohenlimburger Kleinbahn. Dort erhielt sie die Nummer 5. Statt der ursprünglichen Handglocke erhielt sie ein Läutewerk.
Sie war bis 1932 im Einsatz.

### Friedrich-Wilhelm-Hütte, Kleinbahn Bremen-Tarmstedt, Ottensener Industriebahn
Die Lokomotive mit der Fabriknummer 53 (Continentale Nr. 57) wurde an die Friedrich-Wilhelm-Hütte in Meiderich verkauft. 1914 wurde sie an die Kleinbahn Bremen–Tarmstedt verkauft, wo sie als Nr. 6 eingesetzt war. Da sie keine Dampfheizeinrichtung besaß, war sie nur im Güterverkehr zugelassen. 1916 schließlich wurde sie an die Ottensener Industriebahn weitergegeben, wo sie als Nr. 5 im Einsatz war.

### Plettenberger Kleinbahn
Die Lokomotive mit der Fabriknummer 54 erhielt die Plettenberger Straßenbahn. Dort erhielt sie die Nummer 6.
Die Plettenberger Lokomotive war für den gemischten Zugdienst vorgesehen und mit einer Saugluftbremse System Körting ausgerüstet.
Die Lokomotive war mit einer Saugluftbremse ausgerüstet, seitliche Puffer für den Verschub von Normalspurfahrzeugen hat sie nicht besessen.
1929 wurde sie ausgemustert.

## Technik
Die Konstruktion lehnte sich an die bei Hohenzollern gebauten Trambahnlokomotiven, wie die  Hohenlimburger Kleinbahn 1–3, an.
Die Lokomotive besaß einen Innenrahmen. Die Zylinder und die Steuerung waren innerhalb des Rahmens angeordnet und wirkten auf die doppelt gekröpfte hintere Antriebsachse. Der Lokführer stand rechts neben dem Kessel und konnte von dort aus den Regler betätigen. Der Heizer hatte seinen Arbeitsplatz am hinteren Ende der Lokomotive. Die Kohlenkästen waren rechts und links angeordnet, die Wasserkästen waren an beiden Enden der Lok unter dem Fußboden angebracht. Der Kessel besaß zwei saugende Injektoren der Bauart Strube und zwei Sicherheitsventile.
Über ein Wechselventil konnte der Abdampf der Maschinenanlage wahlweise direkt ins Freie oder durch einen Kondensator geleitet werden, im letzten Fall wurde das kondensierte Wasser wieder in den Wasserkasten zurückgeleitet. Bei allen drei Lokomotiven wurde diese Kondensationseinrichtung bei den Nachbesitzern entfernt.
Laut Werksangaben soll die Lokomotive in der Ebene eine Last von 730 t gezogen haben.